# Theta Trianguli Australis
Theta Trianguli Australis (θ TrA, θ Trianguli Australis) é uma estrela na constelação de Triangulum Australe. Possui uma magnitude aparente de 5,51, sendo visível a olho nu apenas em boas condições de visualização. De acordo com sua paralaxe, está localizada a aproximadamente 334 anos-luz (102 parsecs) da Terra. É uma estrela gigante de tipo espectral G9 III, o que significa que tem coloração amarela e temperatura efetiva de cerca de 4 900 K. Seu diâmetro angular foi medido em cerca de 1 milissegundo de arco, o que corresponde a um raio de cerca de 11 vezes o raio solar.